# Thomas Aloyseous
Thomas Emmanuel Kristiansen Aloyseous (16 settembre 1989) è un giocatore di calcio a 5 e calciatore norvegese, pivot dell'Ulfstind e centrocampista del Finnsnes.

## Carriera
Aloyseous è cresciuto nelle giovanili del Sortland. A partire dal 2008 ha iniziato a giocare con la prima squadra del club. È rimasto in squadra fino al 2011, quando si è trasferito allo Junkeren. Nel 2012, dopo una breve militanza nell'Hulløy, è tornato al Sortland.
Nel 2013, Aloyseous ha giocato per il Finnsnes. È rimasto in squadra per un biennio, nel quale ha totalizzato 28 presenze e 7 reti. Nel 2015 è passato al Fløya. Nello stesso anno, dopo alcuni mesi, è ritornato al Sortland e si è infine trasferito al Krokelvdalen per la parte finale della stagione.
Attivo anche nel calcio a 5, come reso possibile dai regolamenti della federazione norvegese, a partire dal campionato 2015-2016 ha giocato per il Vesterålen, compagine militante nell'Eliteserie.
Dal 2016 al 2017, Aloyseous ha giocato con la maglia dello Skarp. Il 18 gennaio 2018, il Finnsnes ha ufficializzato il ritorno di Aloyseous.
Dal 2021 è in forza al Melbo. L'anno seguente, è tornato allo Skarp.